# William Wallace Denslow
William Wallace Denslow (Philadelphia, 25. svibnja 1856. – New York, 27. svibnja 1915.), američki ilustrator i karikaturist, najpoznatiji po suradnji s piscem, L. Frankom Baumom, posebice po svojim ilustracijama u Čarobnjaku iz Oza. Denslow je bio i karikaturist sa snažnim političkim interesom, zbog čega je Čarobnjak iz Oza postao predmetom brojnih interpretacija.